# Iraq ai Giochi della XIV Olimpiade
L'Iraq partecipò ai Giochi della XIV Olimpiade, svoltisi a Londra, dal 20 luglio al 14 agosto 1948,  
con una delegazione di 11 atleti impegnati in 2 discipline,
senza aggiudicarsi medaglie.

## Risultati

### Pallacanestro
| Atleta | Classifica |
| --- | ---------- |
| V · D · M Nazionale irachena - Pallacanestro ai Giochi della XIV Olimpiade 4 Irfan · 5 Hashim · 6 A. Salman · 7 Ahmed · 8 Awni · 9 M. Salman · 21 Hallaq · 22 Younan · 24 Faraj · 25 Khalil · All. - | 22°        |
| Nazionale irachena - Pallacanestro ai Giochi della XIV Olimpiade |            |
| 4 Irfan · 5 Hashim · 6 A. Salman · 7 Ahmed · 8 Awni · 9 M. Salman · 21 Hallaq · 22 Younan · 24 Faraj · 25 Khalil · All. -                                                                            |            |